# Olympique de Marseille 1978-1979
Questa voce raccoglie le informazioni riguardanti l'Olympique de Marseille nelle competizioni ufficiali della stagione 1978-1979.

## Maglie e sponsor
Lo sponsor tecnico per la stagione 1978-1979 è Adidas, mentre gli sponsor ufficiali sono Mas d'Auge per il campionato e RTL per la Coppa di Francia. Viene introdotto nelle maglie un colletto a polo con bordo, di colore blu scuro.
| Manica sinistra · Manica sinistra · Maglietta · Maglietta · Manica destra · Manica destra · Pantaloncini · Calzettoni · Calzettoni |

## Rosa
| N. |                    | Ruolo | Calciatore           |
| -- | ------------------ | ----- | -------------------- |
|    | Francia (bandiera) | P     | René Charrier        |
|    | Francia (bandiera) | P     | Gerard Migeon        |
|    | Francia (bandiera) | D     | Gerard Bacconnier    |
|    | Francia (bandiera) | D     | Michel Baulier       |
|    | Francia (bandiera) | D     | François Bracci      |
|    | Francia (bandiera) | D     | Christian Caminiti   |
|    | Francia (bandiera) | D     | Thierry Chancel      |
|    | Francia (bandiera) | D     | Roland Gransart      |
|    | Francia (bandiera) | D     | Marius Trésor        |
|    | Francia (bandiera) | D     | Jean-Pierre Truqui   |
|    | Francia (bandiera) | C     | Georges Bereta       |
|    | Francia (bandiera) | C     | Robert Buigues       |
|    | Francia (bandiera) | C     | Jean-Charles De Bono |

| N. |                           | Ruolo | Calciatore        |
| -- | ------------------------- | ----- | ----------------- |
|    | Francia (bandiera)        | C     | Jean Fernandez    |
|    | Svezia (bandiera)         | C     | Anders Linderoth  |
|    | Francia (bandiera)        | C     | Victor Zvunka     |
|    | Francia (bandiera)        | A     | Marc Berdoll      |
|    | Senegal (bandiera)        | A     | Sarr Boubacar     |
|    | Francia (bandiera)        | A     | Michel Castellani |
|    | Francia (bandiera)        | A     | Lionel Chancelier |
|    | Francia (bandiera)        | A     | Marcel De Falco   |
|    | Francia (bandiera)        | A     | Hervé Flores      |
|    | Francia (bandiera)        | A     | François Lapinta  |
|    | Francia (bandiera)        | A     | Marc Pascal       |
|    | Costa d'Avorio (bandiera) | A     | Desiré Sikely     |
|    | Francia (bandiera)        | A     | Didier Six        |

## Risultati

### Division 1

#### Girone di andata
| Arbitro: | Leloup |

|              |           |                                     |
| De Zerbi 17’ | Marcatori | 21’ Flores 35’ Bracci 65’ Linderoth |

| Arbitro: | Vautrot |

|                                              |           |             |
| Marx 11’ Tanter 50’ Ehrlacher 74’ Wagner 89’ | Marcatori | 41’ Berdoll |

#### Girone di ritorno
| Arbitro: | Muchembled |

|             |           |  |
| Berdoll 56’ | Marcatori |  |

| Arbitro: | Di Bernardo |

|            |           |  |
| Buigues 3’ | Marcatori |  |